# Manuel Fernández Muñiz
Manuel Fernández Muñiz (Gijón, 9 maggio 1986) è un ex calciatore spagnolo, di ruolo portiere.